# Namibiobolbus heracles
Namibiobolbus heracles är en skalbaggsart som beskrevs av Jan Krikken 1977. Namibiobolbus heracles ingår i släktet Namibiobolbus och familjen Bolboceratidae. Inga underarter finns listade i Catalogue of Life.